# Periscyphops minimus
Periscyphops minimus är en kräftdjursart som beskrevs av Schmoelzer 1974. Periscyphops minimus ingår i släktet Periscyphops och familjen Eubelidae. Inga underarter finns listade i Catalogue of Life.